# جیمی نیکول
جیمی نیکول (انگلیسی: Jimmy Nicholl؛ زادهٔ ۲۸ فوریهٔ ۱۹۵۶) یک بازیکن فوتبال اهل ایرلند شمالی است.
از باشگاه‌هایی که در آن بازی کرده‌است می‌توان به باشگاه فوتبال ساندرلند، باشگاه فوتبال وست برومویچ آلبیون، باشگاه فوتبال منچستر یونایتد، و باشگاه فوتبال رنجرز اشاره کرد.